# Ignavusaurus
Ignavusaurus („zbabělý ještěr“, podle názvu místa objevu) byl rod býložravého, vývojově primitivního sauropodomorfa, který žil v období spodní jury na území dnešní Jihoafrické republiky a Lesotha. Spadal do čeledi Massospondylidae.

## Objev a popis
Tento dinosaurus byl popsán na základě nekompletní, ale poměrně dobře zachované kostry (BM HR 20). Šlo o mládě, možná ani ne ročního věku, o délce 1,5 metru a hmotnosti kolem 26 kilogramů. Fosilie tohoto dinosaura byly objeveny v horním úseku souvrství Elliot spodnojurského stáří (geologický věk hettang, asi 201 až 196 milionů let).